# Толстихино
Толстихино — село в Уярском районе Красноярского края. Административный центр Толстихинского сельсовета.

## География
Село находится в южной части края, в пределах Алтае-Саянского горнотаёжного района, на расстоянии приблизительно 11 километров (по прямой) к юго-востоку от Уяра, административного центра района. Абсолютная высота — 371 метр над уровнем моря.
Климат
Климат характеризуется как резко континентальный, с продолжительной морозной зимой и коротким тёплым летом. Средняя температура воздуха самого тёплого месяца (июля) составляет 18,7 °C (абсолютный максимум — 38 °C); самого холодного (января) — −21 °C (абсолютный минимум — −48 °C). Продолжительность безморозного периода составляет в среднем 96 дней. Среднегодовое количество атмосферных осадков достигает 600 мм, из которых 317 мм выпадает в июле-августе.

## История
Основано в 1887 году. По данным 1926 года имелось 157 хозяйств и проживало 916 человек (450 мужчин и 466 женщин). В национальном составе населения того периода преобладали русские. Функционировали школа I ступени, изба-читальня и лавка общества потребителей. В административном отношении являлось центром Толстихинского сельсовета Уярского района Красноярского округа Сибирского края.

## Население
| 2010 |
| ---- |
| 571  |

Половой состав
По данным Всероссийской переписи населения 2010 года в гендерной структуре населения мужчины составляли 47,6 %, женщины — соответственно 50,9 %.
Национальный состав
Согласно результатам переписи 2002 года, в национальной структуре населения русские составляли 94 % из 729 чел.